# Zeynep Dizdar

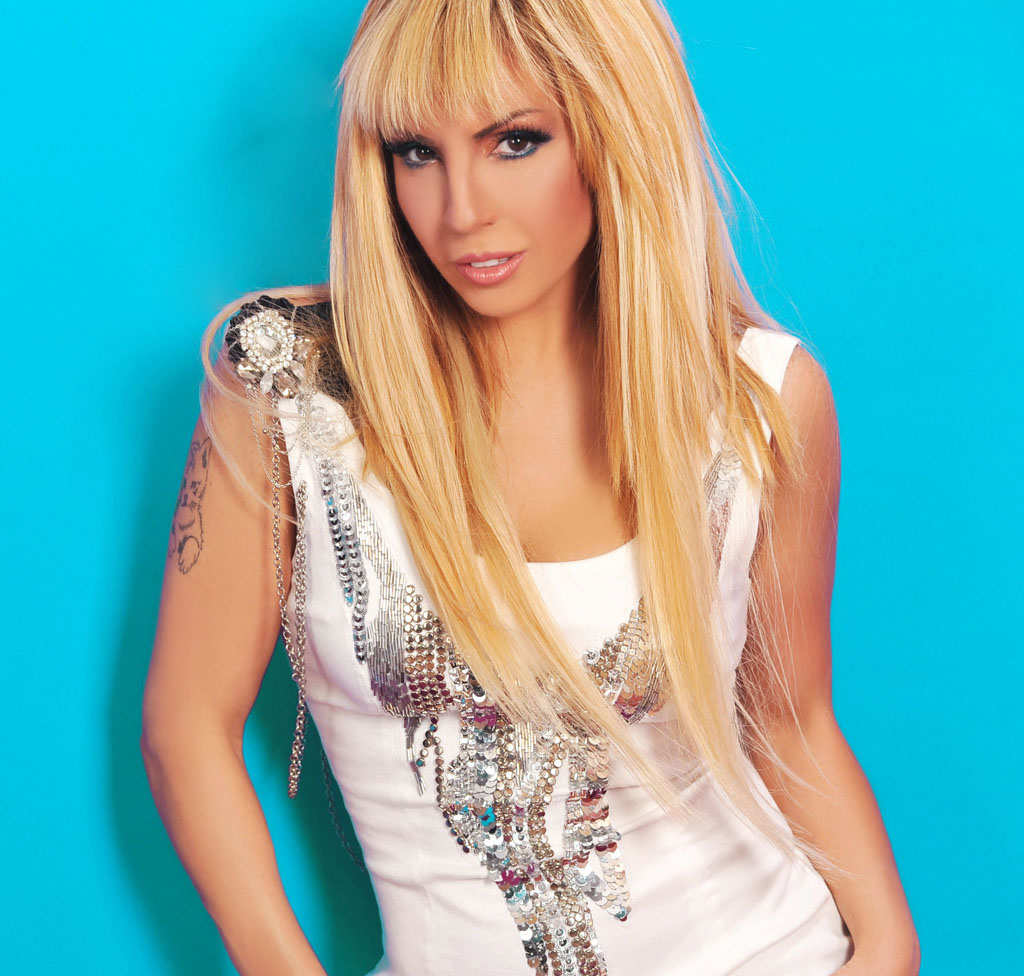
Zeynep Dizdar

Zeynep Dizdar (* 14. Juli 1976 in İstanbul) ist eine türkische Popmusikerin.

## Karriere
Dizdar wurde 1997 mit der Single Vazgeç Gönül in der Türkei bekannt. Im selben Jahr erschien ihr erstes Album Yolun Açık Ola, mit dem sie ihren musikalischen Durchbruch feierte. Acht Jahre später erschien ihr Comeback-Album İlle de Sen. Nach ihrem dritten Album Sana Güvenmiyorum veröffentlichte sie drei weitere Alben.
Sie machte sich neben ihrer erfolgreichen Debüt-Single auch mit weiteren Hits wie Zehir Gibi, İlle de Sen, Sana Güvenmiyorum oder Son Bir Rica auf sich aufmerksam.

## Diskografie

### Alben
- 1997: Yolun Açık Ola
- 2005: İlle de Sen
- 2008: Sana Güvenmiyorum
- 2010: Hayat Benim Elimde
- 2011: Viraj
- 2015: Gönül Oyunu

### EPs
- 2011: 2012
- 2014: Party (mit Murat Uyar)

### Singles
| - 1997: Vazgeç Gönül - 1998: Nerede Olursan Ol - 2005: Zehir Gibi - 2005: İlle de Sen (Hintergrundstimme: Murat Boz) - 2005: Yok Yok - 2006: Yüreğimdeki Yağmurlar - 2008: Sana Güvenmiyorum - 2008: Boşver - 2009: Aşkın Büyüsü - 2010: Hayat Benim Elimde - 2010: Bir Çocuk Sevdim - 2011: Uyandırma - 2012: Venüs | - 2012: Maske (mit Murat Uyar) - 2013: İkimiz - 2014: Party (mit Murat Uyar) - 2015: Gönül Oyunu - 2015: Son Bir Rica - 2015: Ey Aşk (mit Erdem Karaman) - 2018: Bi Gülüşü - 2018: Önsezi - 2019: Günah (mit Murat Uyar) - 2020: Kör Kurşun (mit Murat Uyar) - 2023: Seviyo Seviyo (mit Faruk K.) - 2025: Nasıl Sevdim? |

Quelle:

### Gastauftritte
- 2008: Gitme Sana Muhtacım (von Gökhan Kan – Hintergrundstimme)
- 2011: Adalet Yerinde (von Faruk K. – Hintergrundstimme)
- 2022: Zengin Kalkışı (von Faruk K. – Hintergrundstimme)